# Bengt Evers
Bengt Harald Evers, född 7 februari 1902 i Göteborg, död 25 juni 1929 i Stockholm, var en svensk med. kand. och konstnär.
Han var son till direktören Harald Evers och Hulda Danelius. Bengt Evers blev med. kand. vid Uppsala universitet 1925. Hans konst består av landskap från Normandie och svenska västkusten utförda i olja. Han kom bara att medverka i en större utställning i Uppsala 1925.
När föräldrarna avled testamenterade de sin kvarlåtenskap till Konstakademien som 1946 instiftade ett Bengt Evers stipendium. Bengt Evers är begravd på Östra kyrkogården i Göteborg.